# Безручак Андрій Іванович
Андрі́й Іва́нович Безруча́к (нар. 17 січня 1981 — пом. 25 серпня 2014) — майор (посмертно) 28-ї окремої механізованої бригади Збройних сил України, учасник російсько-української війни.

## Життєвий шлях
Народився 1981 року в Капустиному Яру (Астраханська область, РРФСР). У віці 12 років переїхав із сім'єю у Стрий Львівської області.
Випускник Київського військового ліцею імені Івана Богуна.
Випускник факультету тилу Одеського інституту сухопутних військ, служив в Одесі, потім його перевели в Стрийську частину ракетних військ.
Капітан, начальник речової служби тилу 28-ї окремої механізованої бригади.
Загинув 25 серпня 2014 року під час виходу тактичної групи бригади з оточення в районі Кутейникове — Старобешеве в Донецькій області, де військовики перебували під обстрілами РСЗВ «Град» і «Ураган». Днем перед тим дзвонив дружині, його останні слова були: «Кохана, нас трішки оточили, але ми прорвемся — ти ж знаєш».
Залишились дружина та двоє дітей — син і донька 2004 й 2009 р.н.
Похований у Стрию.

## Нагороди та вшанування
За особисту мужність і героїзм, виявлені у захисті державного суверенітету та територіальної цілісності України, вірність військовій присязі під час російсько-української війни, відзначений — нагороджений:
- орденом Богдана Хмельницького III ступеня (16.5.2015, посмертно).[3]
- в квітні 2017 року у військовому ліцеї імені Івана Богуна відкрили меморіальну дошку Андрію Безручаку.
- Його портрет розміщений на меморіалі «Стіна пам'яті полеглих за Україну» у Києві: секція 3, ряд 10, місце 10
- Вшановується 25 серпня на щоденному ранковому церемоніалі вшанування українських захисників, які загинули цього дня у різні роки внаслідок російської збройної агресії[4]
- 27 травня 2018 року у місті Стрий відбулось освячення пам'ятників Героям, які загинули в зоні АТО, серед них і Безручак Андрій[5]